# لورنزو کاریسونی
لورنزو کاریسونی (انگلیسی: Lorenzo Carissoni؛ زادهٔ ۷ فوریهٔ ۱۹۹۷) بازیکن فوتبال است.
از باشگاه‌هایی که در آن بازی کرده‌است می‌توان به باشگاه فوتبال مونتسا اشاره کرد.
وی همچنین در تیم ملی فوتبال زیر ۱۹ سال ایتالیا بازی کرده‌است.